# Prostanoidi

Prostanoidi

Con il termine di prostanoide si indicano una sottoclasse di eicosanoidi. In particolare il termine è riferito per indicare genericamente le molecole quali le prostaglandine, trombossani e prostacicline.
La biosintesi dei prostanoidi avviene per azione della fosfolipasi A2 sui lipidi di membrana. L'enzima consente il rilascio di acido arachidonico che, per azione della ciclossigenasi avvia il processo a catena che porta alla formazione dei prostanoidi.